# Coprosma elatirioides
Coprosma elatirioides là một loài thực vật có hoa trong họ Thiến thảo. Loài này được de Lange & A.S.Markey mô tả khoa học đầu tiên năm 2003.